# Gerichtsbezirk Prachatitz
Der Gerichtsbezirk Prachatitz (tschechisch: soudní okres Prachatice) war ein dem Bezirksgericht Prachatitz unterstehender Gerichtsbezirk im Kronland Böhmen. Er umfasste Gebiete in Südböhmen im Okres Prachatice. Zentrum des Gerichtsbezirks war die Stadt Prachatitz (Prachatice). Das Gebiet gehörte seit 1918 zur neu gegründeten Tschechoslowakei und ist seit 1993 Teil der Tschechischen Republik.

## Geschichte
Die ursprüngliche Patrimonialgerichtsbarkeit wurde im Kaisertum Österreich nach den Revolutionsjahren 1848/49 aufgehoben. An ihre Stelle traten die Bezirks-, Landes- und Oberlandesgerichte, die nach den Grundzüge des Justizministers geplant und deren Schaffung am 6. Juli 1849 von Kaiser Franz Joseph I. genehmigt wurde. Der Gerichtsbezirk Prachatitz gehörte zunächst zum Kreis Pisek und umfasste 1854 57 Katastralgemeinden.
Der Gerichtsbezirk Prachatitz bildete im Zuge der Trennung der politischen von der judikativen Verwaltung ab 1868 gemeinsam mit den Gerichtsbezirken Netolitz (Netolice) und Winterberg (Vimperk) den Bezirk Prachatitz.
Per 1. September 1877 wurden die Gemeinden Nebahau und Jelenka aus dem Gerichtsbezirk Netolitz ausgeschieden und dem Gerichtsbezirk Prachatitz zugeschlagen.
Im Gerichtsbezirk Prachatitz lebten 1869 26.262 Menschen, 1900 waren es 21.815 Personen.
Der Gerichtsbezirk Prachatitz wies 1910 eine Bevölkerung von 21.793 Personen auf, von denen 10.568 Deutsch und 11.181 Tschechisch als Umgangssprache angaben. Im Gerichtsbezirk lebten zudem 44 Anderssprachige oder Staatsfremde.

### Amtsgericht Prachatitz
Durch die Grenzbestimmungen des am 10. September 1919 abgeschlossenen Vertrages von Saint-Germain kam der Gerichtsbezirk Prachatitz vollständig zur neugegründeten Tschechoslowakei, wobei die Gerichtseinteilung bis 1938 im Wesentlichen bestehen blieb. Nach dem Münchner Abkommen wurde das Gebiet Teil des Landkreises Prachatitz bzw. des Sudetenlandes. Das Amtsgericht Prachatitz wurde der Zweigstelle Bergreichenstein des Landgerichts Deggendorf zugeordnet.
Nach dem Zweiten Weltkrieg wurde das Gebiet Teil des Okres Prachatice, dem es bis heute angehört. Nachdem die Bezirksbehörden im Zuge einer Verwaltungsreform 2003 ihre Verwaltungskompetenzen verloren, werden diese von den Gemeinden bzw. dem Jihočeský kraj wahrgenommen, zudem das Gebiet um Prachatice seit Beginn des 21. Jahrhunderts mit anderen Bezirken zusammengefasst wurde.

## Gerichtssprengel
Der Gerichtssprengel umfasste 1910 die 36 Gemeinden Altprachatitz (Staré Prachatice), Auritz (Ouřice), Bělč (Běleč), Brenntenberg (Spálenec), Budkau (Budkov), Chocholata Lhota (Chocholatá Lhota), Christelschlag (Křišťanovice), Chrobold (Chroboly), Chumen (Chumena), Höfen (Dvory), Frauenthal (Frantoly), Husinetz (Husinec), Jelemka (Jelenky), Laschitz (Lažiště), Lipowitz (Lipovice), Mitschowitz (Mičovice), Nebahau (Nebahov), Oberhaid (Zbytiny), Obersablat (Horní Záblatí), Oberschlag (Milejšice), Pfefferschlag (Fefry), Pietschnau (Pěčnov), Prachatitz (Prachatice), Repeschin (Řepešín), Rohn (Leptač), Sablat (Záblatí), Schreinetschlag (Skříněřov), Schwihau (Švihov), Tieschowitz (Těšovice), Unterkožli (Dolní Kožlí), Wällischbirken (Vlachovo Březí), Wolletschlag (Volovice), Wosek (Oseky), Zaborz (Záboří), Zabrdy (Zábrdí) und Zarowna (Žárovná).